# Afghanistan
Afghanistan ([αwˈga'niˌsdan]; dari/pashto: افغانستان, tr. Afġānistān) er et land i Syd-Centralasien. Afghanistan er en indlandsstat, beliggende i et bjergrigt område i Syd-Centralasien, uden adgang til havet. Landet har religiøse, etno-lingvistiske og geografiske forbindelser med de fleste af sine nabostater. Det grænser op til Pakistan mod syd og øst, Iran mod vest, Turkmenistan, Usbekistan og Tadsjikistan mod nord og Folkerepublikken Kina i det fjerneste nordøst. Afghanistan har et areal på 652.230 km2
og et befolkningstal på ca. 41.454.761 (2023) indbyggere. De to officielle sprog er Dari, der tales af lidt over halvdelen af befolkningen og Pashto, der i Afghanistan tales af godt en tredjedel af befolkningen. Endvidere tales usbekisk, turkmensk, balutsji, pashai, nuristani, pamir, arabisk m.fl. Navnet Afghanistan betyder Afghanernes Land.
Afghanistan er en kulturelt forskelligartet nation mellem den østlige og den vestlige verden og har været centrum for handel og migration. Landet har en vigtig geostrategisk placering, idet det forbinder Syd-, Central- og Sydvestasien. Gennem dets lange historie har det haft flere invaderende og besættende fjender. Og afghanere  har selv besat store områder for at skabe deres egne riger. Ahmad Shah Durrani skabte Durrani-riget i 1747 med hovedstad i Kandahar. Senere blev hovedstaden flyttet til Kabul, og de fleste territorier afleveret. I det 19. århundrede blev Afghanistan en bufferstat i "Det Store Spil" mellem Britisk-Indiske Rige og Russiske Rige. 19. august 1919 efter den tredje anglo-afghanske krig, fik det fuld udenrigspolitisk uafhængighed fra Storbritannien.
Siden de sene 1970'ere har Afghanistan fortsat lidt under vedvarende og brutale borgerkrige med udenlandske indblanding som den sovjetiske invasion i 1979 og den amerikansk ledede invasion i 2001, der afsatte Taliban-regeringen. I slutningen af 2001 autoriserede FN's sikkerhedsråd oprettelsen af en hjælpehær (ISAF). Den bestod af NATO-tropper, der hjalp Hamid Karzais regering med at oprette en lovformelig stat og genopbygge infrastrukturen. I 2005 underskrev USA og Afghanistan et strategisk partnerskab, der binder begge nationer til et langtidssammenhold. I mellemtiden er flere milliarder US dollars stillet til rådighed af det internationale samfund til genopbygning af landet.
Afghanistan er de facto styret af det ikke-anerkendte Taliban-kontrollerede Islamiske Emirat Afghanistan efter sammenbruddet af den internationalt anerkendte Islamiske Republik Afghanistan den 15. august 2021.
Taliban meddelte 7. september 2021 at en ny regering var undervejs og at de første ministre var udpeget. Mullah Mohammad Hassan Akhund, der var med til at grundlægge Taliban og var udenrigsminister og næstkommanderende i gruppens første regering i 1990'erne, blev leder af den nye regering. Mullah Abdul Ghani Baradar, som siden januar 2019 havde fungeret som Talibans politiske leder og forhandler, blev næstkommanderende i regeringen.

## Etymologi
Navnet "Afghānistān" (persisk: افغانستان, Afġānestān, udtalt [avɣɒnesˈtɒn]; pashto: افغانستان, Afġānistān, udtalt [avɣɒnisˈtɒn, abɣɒnisˈtɒn]) betyder Afghanernes Land. Historisk set betegnede etnonymet afghaner hovedsageligt pashtunerne, den største etniske gruppe i Afghanistan. Den tidligste brug af navnet findes i en geografibog fra det 10. århundrede kendt som Hudud al-'Alam. Den sidste del af navnet, -stān er et persisk suffiks med betydningen "et sted, der bugner af" eller "et sted, hvor alt bugner". Det er analogt med suffikset -land og forekommer i mange geografiske navne i Centralasien. -stan kommer af den indoeuropæiske rod *stā- (stå) og er beslægtet med bl.a. russisk stan (boplads), latin status, stare (stå) og ord som stå, sted, stad, stand i de germanske sprog. Bindevokalen i forekommer også i navne som Kirgisistan, Pakistan, Tadjikistan, Uzbekistan og Turkmenistan, men ikke i Kazakhstan.
I begyndelsen af det 1800-tallet adopterede afghanske politikere brugen af navnet Afghanistan som betegnelse for hele Durrani-riget, efter at dets engelske oversættelse allerede var optrådt i forskellige traktater med Qajar-dynastiet i Persien og Britisk Indien. Første gang ordet Afghanistan blev officielt brugt, var ved underskrivelsen af Gandamak-traktaten, efter den afghanske emir Yaqoob Khans nederlag i den anden anglo-afghanske krig.

## Historie
Afghanistan bliver ofte omtalt som «vejkrydset i Central-Asien» og landet har en turbulent historie. Regionen, som i dag hedder Afghanistan, er op gennem tiderne erobret af fremmede herskere som perserne, Alexander den Store og Djengis Khan.
Den afghanske stat, som vi kender den i dag, opstod i 1746 under Durrani-dynastiet, men kontrollen over landets udenrigsforhold blev overgivet til Storbritannien fra 1842-1919, med start efter den første anglo-afghanske krig (1839–1842) og afsluttedes med Emir Amanullah Khans tronbestigelse i 1919 efter Den tredje anglo-afghanske krig.

### Europæisk indflydelse og skabelsen af den afghanske stat
I løbet af 1800-tallet (efter de Engelsk-Afghanske krige udkæmpet 1839–42, 1878–80 og 1919), og efter at Barakzai dynastiet var kommet til magten, kom meget af Afghanistan i Storbritanniens besiddelse. Storbritannien udøvede stor indflydelse, og det var først da Amanullah Khan overtog tronen i 1919, at Afghanistan genvandt fuldstændig uafhængighed over sin udenrigspolitik. (se "The Great Game"). Under den britiske intervention i Afghanistan blev de etnisk Pashtunske territorier delt af Durand-linjen. Det førte til et anstrengt forhold mellem Afghanistan og Britisk Indien og senere den nye stat Pakistan i Pashtunistan-debatten. Den længste sammenhængende stabilitet i Afghanistan var mellem 1933 og 1973, da landet blev regeret af Kong Zahir Shah.

### Uafhængighed
Siden 1919 er 11 ledere fjernet: 1919 (attentat), 1929 (abdiceret), 1929 (henrettelse), 1933 (attentat), 1973 (fjernet), 1978 (henrettelse), 1979 (henrettelse), 1979 (henrettelse), 1987 (fjernet), 1992 (afsat), 1996 (afsat), 2001 (afsat) og 2021 (afsat). 
I 1973 gennemførte kongens svoger, Mohammed Daoud Khan, et kup. Daoud og hele hans familie blev myrdet i 1978, da det afghanske kommunistparti overtog styret ved et kup.
Modstanden mod regeringen var betydelig. Derudover var regeringen præget af indbyrdes konflikter. I august 1978 begyndte den amerikanske regering gennem den pakistanske efterretningstjeneste at støtte mujahedin-styrkerne for at trække Sovjetunionen ind i konflikten. Som følge af mujahedins fremgang bad den afghanske regering flere gange Sovjetunionen om militærhjælp. Sovjetunionen afviste i første omgang, men lod sig til sidst overtale, og den 24. december 1979 rykkede styrker fra Sovjetunionen ind i Afghanistan og gennemførte, hvad der i USA og andre vestlige lande blev betragtet som en besættelse af Afghanistan. Mujahedinernes kamp, støttet af USA, Pakistan og andre regeringer, førte til at omkring 15.000 sovjetiske soldater mistede livet i kamphandlinger de næste ti år. Det og internationalt pres førte til, at Sovjetunionen trak sig ud i 1989. For flere detaljer, se Den afghansk-sovjetiske krig.
Kampene fortsatte mellem forskellige mujahedin-fraktioner i årene, der fulgte. Det førte til at forskellige krigsherrer regerede, og Taliban opstod. De alvorligste sammenstød skete i 1994 da 10.000 fra forskellige fraktioner blev dræbt i kampe omkring Kabul. Støttet af Pakistan og Pakistans allierede (blandt andre CIA) udviklede Taliban sig til en politisk og religiøs magtfaktor og tog til sidst magten i 1996. Taliban formåede at erobre 90 pct. af landet, bortset fra Nordalliancens fæstninger - først og fremmest i nordøst. Taliban forsøgte at gennemføre en streng tolkning af islamisk Sharia-lov. Alliancen mellem Pakistan og Taliban gav muslimske terrorister støtte og et trygt gemmested (særlig Osama bin Ladens al-Qaida), og Afghanistan blev centrum for islamisk terrorisme.

### Krigen i Afghanistan 2001-2021
Den amerikansk ledede alliances militære intervention som begyndte den 7. oktober 2001, og som var et svar på terroristangrebet i USA 11. september, medførte at Taliban opgav sine fremskudte positioner i nord, herunder Kabul, og trak sig til deres højborg i syd, bl.a. Helmand. Sent i 2001 mødtes ledere fra modstandsgrupperne i Afghanistan og de omkringliggende områder til et mødte i Bonn. Der blev man enige om en plan for oprettelsen af en ny regeringsstruktur med Hamid Karzai som formand for en afghansk overgangsstyre. Efter et landsdækkende Loya jirga i 2002 blev Karzai valgt til præsident. Danmark deltog fra februar 2002 i den amerikansk ledede koalition, i det der i NATO regi hedder DANCON/ISAF.
Ud over sporadiske voldelige politiske optøjer og militære aktioner for at udrense resterne af al-Qaida og Taliban, kæmpede landet med enorm fattigdom, lokale krigsherrer, en meget svag infrastruktur og titusindvis af landminer. I marts 2002 rystede en række jordskælv Afghanistan og 1.800 mistede livet og tusindvis af hjem blev ødelagt. Over 4.000 kom til skade. Jordskælvene skete i Samangan-provinsen (3. marts) og Baghlan-provinsen (25. marts). Det sidste var det værste.

### Kæmpe fund af råstoffer i 2010
Amerikanske geologer og forretningskonsulenter har fundet jern, kobber, kobolt, guld og litium i store mængder. Råstofferne anslås at have en samlet værdi af 1 billion USD.

Ifølge Pentagon vil Afghanistan få samme betydning for litium-industrien, som Saudi-Arabien har for olieindustrien. Litium bruges til fremstilling af batterier til bl.a. mobiltelefoner, bærbare PC'er og el-biler.
Landet har omkring 1,6 milliarder tønder olie og meget gas, hvoraf China National Petroleum Corporation skal udvinde en del.

## Geografi
Afghanistan er en indlandsstat og meget bjergrig i Syd-Centralasien, med sletter i nord og sydvest. Det højeste punkt er Nowshak i 7.485 m OHO. Store dele af landet er tørre, og ferskvandsforsyningerne er begrænsede. Det endorheiske Sistanbassin er en af de tørreste regioner i verden. Afghanistan har kontinentalklima med varme somre og kolde vintre. Landet rammes ofte af mindre jordskælv, især i de nordøstlige Hindu Kush-bjergegne. Omkring 125 mennesker blev såret og 4000 dræbt i et jordskælv 30. maj 1998.
Med sine 647.500 km² er Afghanistan verdens 41. største land (efter Myanmar). Til sammenligning er landet lidt større end Texas.
I landet finder man råstofferne guld, sølv, kobber, zink og jernmalm i de sydøstlige området, ædel- og halvædelsten såsom lapis, smaragd og azur i nordøst; og potentielt en betragtelig mængde petroleum og naturgas i nord. Landet har også uran, kul, chromit, talk, barit, svovl, bly og salt. Dog forbliver disse store mineral- og energikilder stort set ubrugte på grund af effekterne af den sovjetiske invasion og den efterfølgende borgerkrig. Der er planer om en udnyttelse af råstofferne i nær fremtid.

## Politik
Politik i Afghanistan har været magtkampe, blodige kup og ustabile magtovertageler. Med undtagelse af en militærjunta er landet blevet styret af næsten alle  regeringstyper gennem årene: blandt andet monarki, republik, teokrati og kommunisme. Grundloven, der blev ratificeret i 2003, omstrukturerede regeringen som en islamisk republik, der består af tre grene (den udøvende, dømmende og lovgivende magt.)
Hamid Karzai blev valgt som præsident i oktober 2004 og fungerede i denne rolle indtil 2014. Parlamentet i Nationalforsamlingen blev valgt i 2005. Blandt de valgte var tidligere mujahedinere, Talibanmedlemmer, kommunister, reformister og islamiske fundamentalister. 28% af de valgte var kvinder, 3 procentpoint mere end grænsen på 25%, der er garanteret af grundloven. Det gjorde Afghanistan, der længe var kendt som en kvindeundertrykkede stat under Taliban, til et af de førende lande i verden, hvad angår kvindelig repræsentation i parlamentet. En ny parlamentsbygning blev påbegyndt 29. august 2005.
Ved præsidentvalget i Afghanistan 2014 sejrede Ashraf Ghani. I årene derefter forsøgte Ghani forgæves at etablere en fredsproces med Taliban. Kort forinden Kabul blev overtaget af Taliban-styrker den 15. august 2021, tog Ghani flugten fra Afghanistan og forlod et land i kaos.
Den afghanske højesteret ledes af formand Abdul Salam Azimi, en tidligere universitetsprofessor der har været juridisk rådgiver for præsidenten. Den tidligere højesteret, der blev udnævnt under overgangsregeringen, var domineret af fundamentalister, blandt andet formand Faisal Ahmad Shinwari. Retten havde afsagt flere tvivlsomme kendelser: forbud mod kabel-tv; et forsøg på at forbyde en kandidat retten til at opstille til valget i 2004 samt at begrænse kvindernes rettigheder. Derudover gik retten også ud over sin konstitutionelle autoritet ved at afsige kendelser om emner, der endnu ikke var blevet indbragt for domstolen. Den nuværende højesteret er mere moderat og bliver ledet af mere teknokratiske folk end tidligere. Den har dog endnu ikke afsagt nogen kendelser.
Afghanistan er med de øvrige lande i Sydasien medlem af SAARC (South Asian Association for Regional Cooperation). SAARC blev stiftet i december 1985 med det formål at fremme det regionale samarbejde, øge samhandel mellem landene og styrke Sydasiens økonomisk udvikling. Organisationen har hovedsæde i Kathmandu, Nepal, og følgende stater er medlemmer: Bangladesh, Bhutan, Indien, Maldiverne, Nepal, Pakistan og Sri Lanka samt fra april 2007 også Afghanistan.

### Administrativ inddeling
Afghanistan er administrativt inddelt i 34 provinser (velayats), og hver provins har en hovedstad. Hver provins er igen inddelt i distrikter, og hvert distrikt dækker normalt en by eller flere kvarterer.
Provinsens guvernør bliver udnævnt af indenrigsministeren, og distrikternes præfekter bliver udnævnt af provinsens guvernør. Guvernøren er repræsentant for den centrale regering i Afghanistan og er ansvarlig for alle administrative og formelle opgaver. Provinsens politimester bliver udnævnt af indenrigsministeren, der arbejder sammen med guvernøren om håndhævelsen af loven i alle byer eller distrikterne i de respektive provinser.
Der en undtagelse: hovedstaden (Kabul) hvor borgmesteren vælges af Afghanistans præsident og er fuldstændig uafhængig af præfekturet af Kabulprovinsen.
| - 1 Badakhshan - 2 Badghis - 3 Baghlan - 4 Balkh - 5 Bamiyan - 6 Daikondi - 7 Farah - 8 Faryab - 9 Ghazni - 10 Ghowr - 11 Helmand - 12 Herat - 13 Jowzjan - 14 Kabul - 15 Kandahar - 16 Kapisa - 17 Khost | - 18 Konar - 19 Kunduz - 20 Laghman - 21 Lowgar - 22 Nangarhar - 23 Nimruz - 24 Nuristan - 25 Oruzgan - 26 Paktia - 27 Paktika - 28 Panjshir - 29 Parvan - 30 Samangan - 31 Sar-e Pol - 32 Takhar - 33 Vardak - 34 Zabol |  |

## Økonomi
Afghanistan er et ekstremt fattigt land, helt afhængige af jorddyrkning og husdyrhold. Økonomien er præget af de sidste 42 års politiske og militære uro, og ekstrem tørke har øget nationens problemer fra 1998 til 2001. Store dele af befolkningen mangler fortsat mad, tøj, husly og sygehjælp. Inflationen er fortsat et alvorligt problem. Efter den amerikanskledede koalitions krigsførelse førte til Talibans fald i november 2001, er mange af landets bønder gået over til at dyrke afgrøder til eksport i stedet for at dyrke mad til landets befolkning. Et godt eksempel er dyrkningen af opiumsvalmuen, som forædles til opium. 
En tredjedel af Afghanistans BNP kommer fra dyrkelse af opiumvalmuen og ulovlig narkotika som opium og de to afledninger morfin og heroin; og hashproduktion. Ifølge FN er opiumproduktionen i Afghanistan steget til nye højder i 2007, hvor produktionen blev forøget med mere end en tredjedel. Omkring 3,3 millioner afghanere er involveret i produktionen af opium.
Internationale forsøg på at genopbygge Afghanistan gennem det afghanske interimstyre førte til, at 4,5 milliarder dollar blev givet gennem Verdensbanken. Prioriterede områder for genopbygning er skolevæsen, sundhedsvæsen og sanitære faciliteter, støtte til administration, udbygning af landbruget og genopbygning af veje, energi og telekommunikation. To tredjedele af befolkningen lever for mindre end to dollars per dag. Børnedødeligheden er 256 per 1000 fødsler.
En af hovedkræfterne bag landets nuværende økonomiske genopbyggelse er hjemkomsten af over 4 millioner flygtninge fra nabolande og Vesten, hvor de har har tilegnet sig ny energi, lyst til at iværksætte og pengeskabende færdighed  - så vel som den meget trængte kapital til at sætte gang i projekter. Den norske ngo Afghanistankomiteen har ydet et stort bidrag med støtte opbygning af infrastruktur og udvikling af miljø, uddannelses- og sundhedssektorerne.

## Demografi

### Etnicitet og sprog
Afghanistan har et anslået befolkningstal på 41.454.761 (2023) indbyggere. Pasthunerne er den største etniske gruppe (45-55 %). Derpå følger Tadsjiker (30 %), Hazarere (12 -13 %), Usbekere (5-9 %), Aimakker (under 1 %), Turkmenere (1 %), Balucher (under 2 %) og 30 mindre folkeslag (4 %) tilsammen. Dari og Pashto er det mest udbrede sprog og tales af flertallet i landet. Det er almindeligt at være tosproget i Afghanistan. Et mindre antal etniske minoriteter, først og fremmest sikher og hinduer taler punjabi.

### Religion
Religiøst er afghanerne først og fremmest muslimer (omtrent 69 % er sunnimuslimer og 31 % shiamuslimer). Der er også hindu og sikh-minoriteter. En mange hundredår gammel jødisk minoritet på mange tusinde er forsvundet i løbet af nogle få år. Mange af disse er flygtet i løbet af borgerkrigen i 90'erne til nabolande, Europa og Amerika. Med Talibans fald er et antal sikher kommet tilbage til Ghazni-provinsen i Afghanistan.

## Infrastruktur

### Transport
Ariana Afghan Airlines er det nationale flyselskab med indenrigsflyvninger mellem Kabul, Kandahar, Herat og Mazar-e Sharif. Desuden flyves der internationalt til Dubai, Frankfurt, Istanbul samt et antal andre destinationer[kilde mangler]. Der er også begrænsede inden- og udenrigsflyvninger tilgængelige fra Kam Air, Pamir Airways og Safi Airlines.
Landet har begrænset jernbanetransport til Turkmenistan. Der er to jernbaneprojekter i gang på nuværende tidspunkt, en mellem Herat og den iranske by Mashhad, mens den anden bygges mellem Kandahar og Quetta i Pakistan. De fleste mennesker der rejser fra en by til en anden benytter en busservice. Biler er i den senere tid blevet bredere tilgængelige med Land Rover-, BMW-, Toyota-, Nissan- og Hyundaiforhandlere i Kabul. Et stort antal brugte biler importeres også fra de Forenede Arabiske Emirater. Næsten alle veje i landet genopbygges.

### Kommunikation og teknologi
Telekommunikationsservice i landet tilbydes af Afghan Wireless, Etisalat, Roshan, Areeba og Afghan Telecom. I 2006 underskrev ministeriet for kommunikation en 64,5 millioner dollars-aftale med ZTE Corporation, en aftale der skal oprette et landsdækkende fibernetværk. Netværket vil forbedre telefon-, internet-, fjersyns- og radiotilgængeligheden i hele landet.
Fjersyns- og radioudsendelser i de fleste dele af landet, både lokale og internationale kanaler.
Landets postservice er også operativt. Pakkeleveringer foretages af firmaer som FedEx, DHL samt et antal andre.

## Kultur
Mange af landets historiske monumenter er blevet beskadiget pga. landets mange krige. Den mest betydningsfulde ødelæggelse fandt dog sted i fredstid, da Taliban-regimet i 2001 ødelagde Buddhastatuerne i Bamiyan-provinsen fra det 6. århundrede. De enorme statuer var verdensberømte, men teokratiet ønskede dem destrueret, da det var symboler for en anden religion end statsreligionen.
Andre kendte steder er byerne Herat, Ghazni og Balkh. Minareten af Jam, i Hari Rud-dalen, befinder sig på UNESCOs liste over verdens kultur- og naturarvsteder.
Befolkningen i Afghanistan er dygtige ryttere og sporten Buzkashi er populær. Afghansk mynde kommer herfra. 
Før Taliban tog magten, var byen Kabul hjem for mange musikere som mestrede både traditionel og moderne afghansk musik, særlig i løbet af Nauroz-festivalen. Kabul i midten af det 20. århundrede er sammenlignet med Wien i det 18. og 19. århundrede.